# Ā

"Āā" nas fontes Helvetica e Times New Roman

O Ā lado minúscula: ā) é uma letra kl (A latino, adicionado de um mácron) em letão, na língua maori, na romanização de chinês (pinyin) e japonês (rōmaji), dentre outros.
Em Letão, Ā é considerado uma letra separada, sendo posicionada no alfabeto imediatamente após A.
Em Pinyin, Ā representa a letra "A" com o tom alto.